# Lutecium-hafniové datování

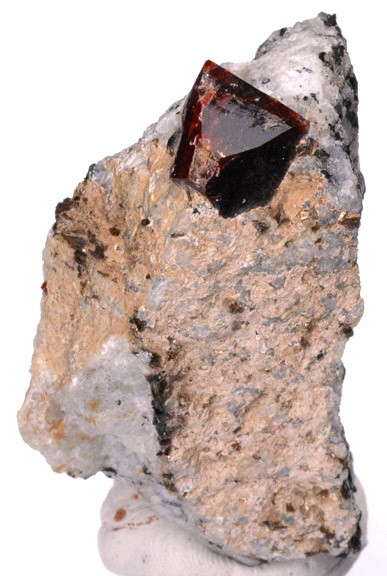
Častým cílem tohoto datování je zirkon.

Lutecium-hafniové datování je radiometrická metoda používaná zejména v geochronologii pro určování stáří geologických vzorků. Použití v geologii umožňuje velmi dlouhý poločas přeměny izotopu lutecia 176Lu, který činí zhruba 37 miliard let.

## Vlastnosti izotopů
Izotop lutecia 176Lu se přeměňuje dvěma způsoby: radioaktivní přeměnou typu {\displaystyle \beta ^{-}}na 176Hf nebo záchytem elektronu na ytterbium 176Yb. Zpravidla je možno zanedbat rozpad na Yb, protože tento mechanismus je méně pravděpodobný a pomocí něj se přemění jen několik procent atomů 176Lu.
Pro tento systém izotopů nabývá izochronní rovnice následujícího tvaru.
{\displaystyle \left({\frac {^{176}{\rm {Hf}}}{^{177}{\rm {Hf}}}}\right)_{\rm {d}}=\left({\frac {^{176}{\rm {Hf}}}{^{177}{\rm {Hf}}}}\right)_{0}+\left({\frac {^{176}{\rm {Lu}}}{^{177}{\rm {Hf}}}}\right)_{\rm {d}}\left(e^{\lambda t}-1\right)}
Zde se relativní zastoupení jednotlivých izotopů standardně vztahuje k izotopu 177Hf. Dolní index 0 označuje původní hodnotu v době vzniku látky a dolní index d zase "dnešní" množství (v době měření).
Kvůli vysoké ionizační energii hafnia je použití standardní hmotnostní spektrometrie s termální ionizací (s anglickou zkratkou TIMS) značně obtížné. Obvykle je proto na analýzu zastoupení izotopů použita metoda MC-ICPMS, která TIMS a její varianty v tomto typu datování nahradila.
Hafnium je chemicky velmi podobné zirkoniu (Zr) a obvykle se vyskytují společně. Právě z kamenů bohatých na Zr (které obsahují také množství Hf) je možno určit hodnotu {\displaystyle \left({\frac {^{176}{\rm {Hf}}}{^{177}{\rm {Hf}}}}\right)_{0}} se srovnatelnou přesností jako u meteoritů.
Hf nahrazuje Zr v mřížce krystalů tak dobře, že je jen velmi málo náchylné k migraci a jeho množství se v krystalu časem nemění. Jakákoliv metamorfóza krystalu, která by mohla vést ke změně v množství Hf lze odhalit pomocí U-Pb datování.

## Použití
Vysoký podíl Lu/Hf v granátech umožňuje pomocí Lu-Hf metody v těchto minerálech datovat metamorfické události (podobně jako u Sm-Nd datování). Pokud se v hornině vedle granátů vyskytuje i jisté množství zirkonu, může to výrazně ovlivnit spočtený věk dle Lu/Hf metody, protože zirkon může obsahovat drtivou většinu celkového množství Hf v hornině. Je proto vhodné porovnávat výsledky Lu-Hf metody se Sm-Nd metodou.